# FC Attack Vrútky
FC Attack Vrútky (celým názvem: Futbalový club Attack Vrútky) je slovenský fotbalový klub, který sídlí ve městě Vrútky v Žilinském kraji. Založen byl v roce 1909. Od sezóny 2017/18 působí v I. triede Turčianského futbalového zväzu Martin (6. nejvyšší soutěž).
Své domácí zápasy odehrává na fotbalovém stadionu Vrútky.

## Historie
Založen byl v roce 1909 pod názvem Ruttkai TC. V roce 1928 se sloučily dva nejsilnější vrútecké kluby ŠK Vrútky a ŠK Rudá hviezda v jeden větší sportovní klub, a to FC Vrútky. Pod tímto názvem také zažíval nejslavnější éru v celé jeho historii. Na počátku čtyřicátých let dvacátého století patřil mezi nejlepší fotbalové kluby na území Slovenska. V této éře se stal mj. dvakrát slovenským vicemistrem, když se v sezónách 1940/41 a 1941/42 umístil na druhém místě za mistrovským ŠK Bratislava (pozdější Slovan).
V posledním válečném ročníku slovenské nejvyšší soutěže se umístil na sestupovém jedenáctém místě. Po zániku prvního samostatného slovenského státu se klub již znovu nedokázal dostat do nejvyšších republikových soutěží a nenavázal na slavné válečné ročníky. Po obnovení Československa tak hrál pouze v regionálních středoslovenských soutěžích, kterých je součástí i po založení Druhé slovenské republiky.

## Historické názvy
Zdroj: 
- 1909 – Ruttkai TC (Ruttkai Torna Club)
- 1919 – ŠK Sokol Vrútky (Športový klub Sokol Vrútky)
- 1922 – ŠK Vrútky (Športový klub Vrútky)
- 1928 – fúze s ŠK Rudá hviezda Vrútky ⇒ FC Vrútky (Futbalový club Vrútky)
- 1945 – ŠK Železničiari Vrútky (Športový klub Železničiari Vrútky)
- 1953 – DŠO Lokomotíva Vrútky (Dobrovoľná športová organizácia Lokomotíva Vrútky)
- 1963 – TJ Lokomotíva Vrútky (Telovýchovná jednota Lokomotíva Vrútky)
- 1991 – FC Lokomotíva ŽOS Vrútky (Futbalový club Lokomotíva Železničné opravovne a strojárne Vrútky)
- 1993 – FC Vrútky (Futbalový club Vrútky)
- 2014 – FC Attack Vrútky (Futbalový club Attack Vrútky)

## Umístění v jednotlivých sezonách
Stručný přehled
Zdroj: 
- 1939–1944: 1. slovenská liga
- 1962–1964: Krajský přebor – sk. Střed
- 1964–1965: I. A trieda SsFZ – sk. A
- 1965–1972: Krajský přebor – sk. Střed
- 1980–1981: Krajský přebor – sk. Střed
- 1981–1982: I. A trieda SsFZ – sk. A
- 1982–1983: Divize – sk. Střed
- 1983–1984: Divize – sk. Střed „A“
- 2012–2014: 5. liga SsFZ – sk. Sever
- 2014–2016: 4. liga SsFZ – sk. Sever
- 2016–2017: 5. liga SsFZ – sk. B
- 2017–: I. trieda TFZ MT

Jednotlivé ročníky
Zdroj: 
Legenda: Z – zápasy, V – výhry, R – remízy, P – porážky, VG – vstřelené góly, OG – obdržené góly, +/− – rozdíl skóre, B – body, červené podbarvení – sestup, zelené podbarvení – postup, fialové podbarvení – reorganizace, změna skupiny či soutěže
| Slovensko (1939–1944)      |                            |        |    |    |   |    |    |    |     |    |        |
| Sezóny                     | Liga                       | Úroveň | Z  | V  | R | P  | VG | OG | +/− | B  | Pozice |
| 1939/40                    | 1. slovenská liga          | 1      | 22 | 10 | 1 | 11 | 47 | 44 | +3  | 21 | 5.     |
| 1940/41                    | 1. slovenská liga          | 1      | 22 | 13 | 5 | 4  | 48 | 36 | +12 | 31 | 2.     |
| 1941/42                    | 1. slovenská liga          | 1      | 22 | 13 | 3 | 6  | 62 | 42 | +20 | 29 | 2.     |
| 1942/43                    | 1. slovenská liga          | 1      | 22 | 9  | 3 | 10 | 49 | 56 | −7  | 21 | 6.     |
| 1943/44                    | 1. slovenská liga          | 1      | 22 | 4  | 4 | 14 | 42 | 81 | −39 | 12 | 11.    |
| Československo (1945–1993) |                            |        |    |    |   |    |    |    |     |    |        |
| Sezóny                     | Liga                       | Úroveň | Z  | V  | R | P  | VG | OG | +/− | B  | Pozice |
| …                          |                            |        |    |    |   |    |    |    |     |    |        |
| 1962/63                    | Krajský přebor – sk. Střed | 3      | …  | …  | … | …  | …  | …  | …   | …  |        |
| 1963/64                    | Krajský přebor – sk. Střed | 3      | …  | …  | … | …  | …  | …  | …   | …  |        |
| 1964/65                    | I. A trieda SsFZ – sk. A   | 4      | 28 | 12 | 7 | 7  | 55 | 38 | +17 | 31 | 3.     |
| 1965/66                    | Krajský přebor – sk. Střed | 4      | 25 | 9  | 2 | 14 | 35 | 52 | −17 | 20 | 11.    |
| 1966/67                    | Krajský přebor – sk. Střed | 4      | 26 | 10 | 3 | 13 | 32 | 48 | −16 | 23 | 9.     |
| 1967/68                    | Krajský přebor – sk. Střed | 4      | 28 | 8  | 8 | 10 | 36 | 47 | −11 | 24 | 9.     |
| 1968/69                    | Krajský přebor – sk. Střed | 4      | …  | …  | … | …  | …  | …  | …   | …  |        |
| 1969/70                    | Krajský přebor – sk. Střed | 5      | …  | …  | … | …  | …  | …  | …   | …  |        |
| 1970/71                    | Krajský přebor – sk. Střed | 5      | …  | …  | … | …  | …  | …  | …   | …  |        |
| 1971/72                    | Krajský přebor – sk. Střed | 5      | …  | …  | … | …  | …  | …  | …   | …  |        |
| …                          |                            |        |    |    |   |    |    |    |     |    |        |
| 1980/81                    | Krajský přebor – sk. Střed | 4      | 29 | 10 | 8 | 11 | 32 | 46 | −14 | 28 | 12.    |
| 1981/82                    | I. A trieda SsFZ – sk. A   | 5      | …  | …  | … | …  | …  | …  | …   | …  |        |
| 1982/83                    | Divize – sk. Střed         | 4      | 30 | 6  | 9 | 15 | 27 | 57 | −30 | 21 | 15.    |
| 1983/84                    | Divize – sk. Střed „A“     | 4      | …  | …  | … | …  | …  | …  | …   | …  |        |
| …                          |                            |        |    |    |   |    |    |    |     |    |        |
| Slovensko (1993–)          |                            |        |    |    |   |    |    |    |     |    |        |
| Sezóny                     | Liga                       | Úroveň | Z  | V  | R | P  | VG | OG | +/− | B  | Pozice |
| …                          |                            |        |    |    |   |    |    |    |     |    |        |
| 2012/13                    | 5. liga SsFZ – sk. Sever   | 5      | 24 | 11 | 5 | 8  | 42 | 39 | +3  | 38 | 5.     |
| 2013/14                    | 5. liga SsFZ – sk. Sever   | 5      | 24 | 8  | 6 | 10 | 34 | 44 | −10 | 30 | 9.     |
| 2014/15                    | 4. liga SsFZ – sk. Sever   | 4      | 26 | 9  | 2 | 15 | 42 | 56 | −14 | 29 | 10.    |
| 2015/16                    | 4. liga SsFZ – sk. Sever   | 4      | 26 | 6  | 4 | 16 | 25 | 65 | −40 | 22 | 12.    |
| 2016/17                    | 5. liga SsFZ – sk. B       | 5      | 26 | 2  | 4 | 20 | 22 | 81 | −59 | 10 | 13.    |
| 2017/18                    | I. trieda TFZ MT           | 6      | 26 |    |   |    |    |    |     |    |        |